# Contramaestre
Contramaestre é uma cidade de Cuba pertencente à província de Santiago de Cuba.